# Tiger Woods
Eldrick Tont »Tiger« Woods, ameriški golfist, * 30. december 1975, Cypress, Kalifornija.

## Naslovi
- The Masters: 1997, 2001, 2002, 2005, 2019
- Odprto prvenstvo ZDA: 2000, 2002, 2008
- The Open Championship: 2000, 2005, 2006
- PGA Championship: 1999, 2000, 2006, 2007